# Guilty (Ayumi Hamasaki)
| Recensione | Giudizio |
| ---------- | -------- |
| All Music  |          |

Guilty è il nono studio album della cantante giapponese Ayumi Hamasaki, pubblicato dalla casa discografica Avex Trax il 1º gennaio 2008 in Giappone. La stessa Hamasaki ha interamente scritto i testi dell'album.
I singoli estratti sono Glitter/Fated, Talkin' 2 Myself e Together When... .
Guilty ha venduto più di 750 000 copie.
L'album è stato pubblicato in due versioni: CD e CD+DVD+Photobook.

## Tracce[5]

### CD
1. Mirror - 1:58 (Ayumi Hamasaki, Yuta Nakano)
2. (Don't) Leave me alone - 4:18 (Ayumi Hamasaki, Tetsuya Yukumi, HAL)
3. Talkin' 2 myself - 4:56 (Ayumi Hamasaki, Yuta Nakano, HAL)
4. Decision - 4:22 (Ayumi Hamasaki, Yuta Nakano)
5. Guilty - 4:35 (Ayumi Hamasaki, Tetsuya Yukumi, CMJK)
6. Fated - 5:36 (Ayumi Hamasaki, Shintaro Hagiwara, Akihisa Matsuura, CMJK)
7. Together When... - 5:14 (Ayumi Hamasaki, Kunio Tago, CMJK)
8. Marionette -prelude- - 1:15 (Ayumi Hamasaki, Yuta Nakano, Yuta Nakano)
9. Marionette - 4:37 (Ayumi Hamasaki, Kazuhiro Hara, Kazuhiro Hara)
10. The Judgement Day - 1:41 (Ayumi Hamasaki, CMJK)
11. Glitter - 4:55 (Ayumi Hamasaki, Kazuhiro Hara, HAL)
12. My All - 5:27 (Ayumi Hamasaki, Tetsuya Yukumi, HAL)
13. ReBiRTH - 1:40 (Ayumi Hamasaki, HAL)
14. Untitled ～for her～ - 5:35 (Ayumi Hamasaki, Kunio Tago, Shingo Kobayashi)

### DVD
1. Distance Love - （glitter/fated）
2. Talkin'2 myself - (video clip)
3. Decision - (video clip)
4. Together When... - (video clip)
5. Marionette - (video clip)
6. (Don't) Leave me alone - (video clip)
7. Glitter - (making clip)
8. Fated - (making clip)
9. Talkin' 2 myself - (making clip)
10. Decision - (making clip)
11. Together When... - (making clip)
12. Marionette - (making clip)
13. (Don't) Leave me alone - (making clip)

## Classifiche
| Classifica                              | Miglior Posizione |
| --------------------------------------- | ----------------- |
| Giappone (Oricon Weekly Chart)          | 2                 |
| Giappone (Oricon Monthly Chart)         | 1                 |
| Hong Kong (HMV Hong Kong Album Chart)   | 1                 |
| Taiwan (G-Music J-POP Chart) (Taiwan)   | 1                 |
| Taiwan (J-POP/K-POP Five Music Records) | 1                 |
| World Albums Top 40                     | 3                 |

## Date di Pubblicazione
| Nazione       | Data            | Formato                       | Etichetta |
| ------------- | --------------- | ----------------------------- | --------- |
| Worldwide     | 1º gennaio 2008 | Digital Download (via iTunes) | Avex Trax |
| Stati Uniti   | 1º gennaio 2008 | Import                        | Avex Trax |
| Giappone      | 1º gennaio 2008 | CD, CD+DVD                    | Avex Trax |
| Taiwan        | 9 gennaio 2008  | CD, CD+DVD                    | Avex Asia |
| Corea del Sud | 11 gennaio 2008 | CD, CD+DVD                    | Avex Asia |